# الأرض والعاطفة
الأرض والعاطفة (بالبرتغالية: Terra e Paixão‏) هو مسلسل تلفزيوني برازيلي تم إنتاجه وبثه بواسطة قناة غلوبو من 8 مايو 2023 إلى 19 يناير 2024. بطولة كوا ريموند، باربرا ريس، جوني ماسارو، باولو ليسا، ديبورا فالابيلا، أجاثا موريرا، توني راموس وغلوريا بيريس.

## روابط خارجية
- الأرض والعاطفة على موقع IMDb (الإنجليزية)
- الأرض والعاطفة على موقع قاعدة بيانات الفيلم (الإنجليزية)